# Джованни III (маркиз Монферратский)
Джованни III Палеолог (итал. Giovanni III del Monferrato; ок. 1362 — 25 августа 1381) — маркграф Монферрата с 1378.
Родился не ранее 1361 и не позднее 1363 года. Второй сын Джованни II Монферратского и его второй жены Изабеллы Майоркской. Был провозглашён маркграфом Монферрата после того, как 16 декабря 1378 года был убит его старший брат Секондотто.
Джованни III правил под регентством дяди — герцога Оттона Брауншвейг-Грубенгагенского. Тот, желая защитить Монферрато от грозившего ему завоевания Миланом, признал короля Франции сюзереном княжества.
Оттон Брауншвейг-Грубенгагенский с 25 марта 1376 года был мужем неаполитанской королевы Джованны. В начале 1381 года там началась борьба за трон между нею и Карлом III. Оттону пришлось поспешить на выручку супруге, и он взял с собой Джованни III, оставив в качестве управляющего маркизатом провансальца Гигоне Флота.
В битве, состоявшейся 25 августа 1381 года, Оттон потерпел поражение и попал в плен, а Джованни III был убит выстрелом из арбалета. Ему наследовал младший брат — Теодоро II, правивший под опекой миланского герцога Джана Галеаццо Висконти.